# Moovit
Moovit é uma empresa israelense de mobilidade como serviço (MaaS), desenvolvedora de um aplicativo gratuito de mobilidade urbana com foco em informações de transporte público e de navegação. Atualmente, está disponível para as plataformas iOS e Android; e também na web. Desde 2020, a empresa é uma subsidiária da Intel.

## Histórico
Originalmente chamado de Tranzmate, o Moovit foi fundado como uma startup em Israel em 2012 pelos desenvolvedores Nir Erez, Roy Bick e Yaron Evron.
Em 2011, a empresa levantou US$ 3,5 milhões em sua primeira rodada de financiamento com Fundos Israel Gemini e BRM Capital. No segundo trimestre de 2012, a empresa lançou a versão beta; e se lançou mundialmente no quarto trimestre de 2012. Em 2013, Moovit recebeu apoio financeiro de US$ 28 milhões em capital de risco da Sequoia Capital, BRM Group e Gemini Israel Funds.
Em janeiro de 2015, a empresa levantou US$ 50 milhões em sua rodada de financiamento da Série C de investidores novos e anteriores. Em fevereiro de 2018, o Moovit levantou outros US$ 50 milhões em sua rodada de financiamento da Série D. O financiamento foi liderado pela Intel Capital, com a participação de ex-investidores. Como parte da rodada, Amnon Shashua, vice-presidente da Intel, ingressou no conselho de administração do Moovit como observador.
Em março de 2014, o Moovit lançou um "editor comunitário" que permite que editores voluntários gerem dados de horários e mapas, fornecendo dados de trânsito para áreas em que nenhum dado está oficialmente disponível para os desenvolvedores de aplicativos.
Em maio de 2020, a companhia foi adquirida pela Intel por US$ 900 milhões e se integrou à Mobileye Global – empresa que desenvolve tecnologias de direção autônoma e sistemas avançados de assistência ao motorista (ADAS). Em outubro de 2022, a Intel concluiu o IPO da Mobileye, numa operação que levantou mais de 800 milhões de dólares.

## Informações gerais
O Moovit oferece informações de transporte público em tempo real em diversos modais de transporte, incluindo ônibus, trólebus, bondes, trens, metrô, balsas e barcas, além de bicicletas e patinetes compartilhados; e outros componentes da micromobilidade. Os usuários podem acessar um mapa ao vivo e ver as paradas e estações próximas com base em sua localização GPS atual, bem como planejar rotas nos diversos modos de transporte, com base em dados em tempo real. O aplicativo usa tanto dados oficiais como informações da comunidade - que integra dados estáticos de transporte público de operadores de trânsito, com dados em tempo real coletados de usuários via crowdsourcing. O Moovit então integra esses dados da comunidade (crowdsourcing) com horários de transporte público para melhorar os resultados do plano de viagem com base nas condições atuais; e compartilhar esses dados com a comunidade de usuários. Além das atualizações sobre o transporte público, o app ainda oferece suporte para caminhos feitos a pé.
Além de compartilhar passivamente dados, os usuários podem enviar ativamente relatórios, incluindo razões para os atrasos, superlotação, a satisfação com o motorista do ônibus, limpeza e disponibilidade wifi.
O Moovit está disponível em mais de 3,5 mil cidades ao redor do mundo, incluindo Nova York, Londres, Los Angeles, Paris, Madrid, Barcelona, Roma, São Paulo, Rio de Janeiro, Bogotá, Santiago de Chile, Cidade do México, Sydney, Toronto, Istambul, Cidade do Cabo e Tel Aviv. O aplicativo é gratuito para iPhone e Android. Em 2022, o aplicativo contava com mais de 1.4 bilhões de usuários em mais de 110 países. O aplicativo está disponível em 45 idiomas.
O Moovit utiliza mapas do OpenStreetMap, um projeto colaborativo para criar um mapa livre e editável do mundo, baseado na licença Open Database.

## Prêmios
O Moovit recebeu vários prêmios, incluindo:
- Transport Ticketing Global – Melhor Implementação de Tempo Real para Passageiros do Ano (2020);
- Smart Cities Connect – Smart 50 Award (2020);
- GovTech 100 – Fornecedor Líder de Mobilidade como Serviço (MaaS) e App para Transporte Público #1 (2020);
- Google Play Awards, finalista na categoria Build for Billions (2018);
- City of Tomorrow Challenge – Pittsburgh EUA, vencedor (2018);
- Apple Store “Melhor de 2017” (2017);
- Google’s Play Awards, Melhor Aplicativo Local, vencedor em 2016;
- New York’s MTA App Quest, Vencedor Escolha Popular (2013).